# Azucena Galettini
Azucena Galettini (Buenos Aires, 1981) là một nhà văn và dịch giả người Argentina. Cô có bằng Cử nhân Văn học Mỹ Latinh của Đại học de Buenos Aires và bằng Cử nhân Dịch thuật (tiếng Anh-Tây Ban Nha) của Instituto en Educación Superior en Lenguas Vivas “J. R. Fernández”.
Cuốn truyện ngắn của cô Lo único Keye en el mundo đã được Fondo Nacional de las Artes trao tặng một danh hiệu vào năm 2006 và được El Fin de la Noche xuất bản năm 2010. Năm sau, nó được lọt vào danh sách của Premio Internacional de Cuento para Libro Édito "Juan Juan Manauta" được chọn trong số khoảng 500 cuốn sách. Vào năm 2012, nó đã được Fundación del Libro, Sách của Argentina, kết hợp với cổng thông tin, được tạo ra để thúc đẩy việc dịch thuật của các nhà văn người Argentina.
Cuốn tiểu thuyết La primera de las tres của cô đã lọt vào danh sách của Premio Internacional de Novela "Letra Sur" năm 2012, được chọn từ hơn 300 bản thảo.
Từ năm 2011 đến năm 2015, cô là Tổng biên tập của tạp chí văn học La Balandra (otra narrativa).
Cô là một phần của tuyển tập Santos Paganos (nhà xuất bản Alto Pogo), Panorama Interzona. Narrativas emergentes de la Argentina, (Interzona publishing house) y Ante el fin del mundo (nhà xuất bản UnLa).

## liên kết ngoài
- Trang web của tác giả
- Truyện ngắn Futuro Câu chuyện ngắn trong Lo único quan trọng en el mundo . Lưu trữ ngày 21 tháng 7 năm 2019 tại Wayback Machine
- Video phỏng vấn trong Cuento mi libro